# Monte Cinto (navire de 1969)
 (décembre 2017).
Si vous disposez d'ouvrages ou d'articles de référence ou si vous connaissez des sites web de qualité traitant du thème abordé ici, merci de compléter l'article en donnant les références utiles à sa vérifiabilité et en les liant à la section « Notes et références ».
Cet article concerne le cargo mis en service en 1969. Pour le roulier de 1984, voir Monte Cinto (navire). Pour le sommet corse, voir Monte Cinto.
Le Monte Cinto était un cargo roulier ayant appartenu à la Compagnie générale transatlantique. Mis en service en 1969, il sera transféré cette même année au sein de la Compagnie générale transméditerranéenne (CGTM). Vendu en 1980 à une société saoudienne, il sera revendu à plusieurs reprises jusqu'à son retrait du service en 2004.

## Histoire

### Origines
En 1955, la Conférence maritime continent - Corse regroupant la Compagnie générale transatlantique , la Compagnie méridionale de navigation (CMN) et l’armateur niçois Pittaluga (future SoMeCa) est créée. Les trois s’engagent à coordonner leurs services, améliorer la desserte de tous les ports corses et promouvoir une politique de transport adaptée aux besoins de l’île, le tout dans le cadre d’une grille tarifaire approuvée par le ministère de la Marine marchande. En 1964, la Transat et la Méridionale décident conjointement de renouveler leurs flottes de cargos respectives. La Transat envisage dans un premier temps la mise en service de deux cargos, l’un spécialement orienté vers le transport du surplus des véhicules en été et l’autre transportant des marchandises toute l’année. Le premier d'entre eux, l‘Estérel, entre en service en 1967. Quelques semaines après la mise en service de l’Estérel, la commande du second cargo, intégralement roll on/roll off, est passée. Il permettra d’accroître la capacité de transport de véhicules de passagers et de décongestionner le trafic des car-ferries. La direction a foi en la manutention horizontale. Ainsi, le futur Monte Cinto est conçu avec un pont garage divisé en deux parties de 2,20 m de haut par une plate-forme. Celle-ci est prévue pour être démontée si, comme espéré, le trafic des camions prend de l’ampleur.

### Construction
Le contrat de construction est signé en juin 1967. Il s'agit la deuxième commande de cargo roll on/roll off de la part de la Transat. Le Monte Cinto est construit par la Société des Chantiers de Graville (SCG). La mise sur cale a lieu le 2 avril 1968. Il constitue une avancée importante par rapport à l’Estérel car il peut être considéré comme un pur roulier avec une capacité garage supérieure. Le navire est lancé le 21 novembre 1968, la marraine étant Mme Jean Robert, épouse du directeur de la flotte de commerce et de l’équipement naval au ministère de la Marine marchande. Les essais à la mer se déroulent le 24 et 25 mars puis le 8 avril 1969. Le navire est livré à la Compagnie générale transatlantique le 13 avril 1969.

### Service
Le Monte Cinto arrive pour la première fois à Marseille le 18 avril 1969, en provenance du Havre. Son service pour la Transat est de courte durée puisque quelques mois seulement après sa mise en service, le Monte Cinto est transféré à la Compagnie générale transméditerranéenne (CGTM).
Le 1er novembre, le navire est réquisitionné pour convoyer 80 militaires du Génie à Sfax, en Tunisie à la suite de graves inondations. Pour l’occasion, l’équipage est renforcé et l’équipement de sauvetage est augmenté par des brassières et des radeaux supplémentaires. Le 16 janvier 1970, le navire est de nouveau réquisitionné afin de rapatrier les militaires vers la France, une fois leur mission terminée.
Durant l’arrêt technique de novembre 1970 le navire subit quelques transformations importantes consistant à la mise en place de deux cuves à vin à l’avant sur bâbord et tribord et au réaménagement des locaux convoyeurs au pont supérieur ; le réfectoire est agrandi et la capacité passe de 12 à 18 convoyeurs.
Le 22 avril 1975, le Monte Cinto appareille en fin d’après-midi de Marseille à destination d’Ajaccio, quand vers 18h30 au sud de la balise de Riou, il est survolé par un petit avion de tourisme. Cet appareil exécute ensuite des cercles concentriques autour du navire, se livrant à des acrobaties en passant au ras des flots. À 18h42, son aile droite touche l’eau et l’avion percute la surface à 100 mètres sur l’arrière du navire. Le Monte Cinto revient immédiatement sur les lieux, stoppe à proximité de l’épave qui commence à couler et met une embarcation à l’eau. Entre-temps, un lieutenant revêt une combinaison de plongée et saute à la mer. Mais, n’ayant qu’un masque et un tuba, il ne peut qu’apercevoir la carlingue qui s’enfonce lentement sans signe de vie apparent à l’intérieur. La victime est un jeune élève pilote qui effectuait un vol d’entraînement pour préparer son second degré.
En mars 1976, le navire est transféré au sein de la Société nationale maritime Corse-Méditerranée (SNCM).
À partir de 1978, le Monte Cinto est affrété par la Méridionale qui l'emploie sur les ports secondaires de la Corse jusqu'à la mise en service du Porto Cardo en 1980.
Le Monte Cinto est vendu par la SNCM et livré le 10 juin 1980 à son nouveau propriétaire, l’armement Saoudien Saudi Maritime Agencies. Il prend alors le nom de Raad. Revendu en 1985, le navire arbore par la suite différents noms (Al Barig de 1985 à 1989 ; Heysbam I de 1989 à 1991 ; Zinnia One en 1991) ; Acrux de 1991 à 1992 ; Bader de 1992 à 2000 et Nancy de 2000 à 2004) mais les identités de ses armateurs successifs sont inconnues. Le cargo subit également des modifications extérieures avec l’adjonction, sur son pont, d’éléments pour le transport de moutons vivants.
Retiré du service en 2004, le navire est rebaptisé Dorset. Le 16 juin, alors qu'il faisait route vers un chantier de démolition en Inde, le navire sombre au large de Mumbai.

## Caractéristiques
Le Monte Cinto mesurait 99,70 mètres de long pour 14,90 mètres de large, son tirant d'eau était de 3,86 mètres et sa jauge brute de 2 080 UMS. Sa propulsion était assurée par deux moteurs Ruston & Hornsby 8ATCM 4 temps suralimenté à injection directe d’une puissance unitaire 2 130 ch à 600 tours par minute. La puissance était transmise à deux hélices à pales fixes par l’intermédiaire d’un accouplement élastique « Metalastik » et un inverseur réducteur Hindmark Messian type IR2ML630. Le navire était également équipé d'un propulseur d’étrave Shottel de 300 ch et d'un stabilisateur anti-roulis de type ACH. L'accès à son garage était permis grâce à une porte arrière pont-levis de ept mètres de long, 5 mètres de large et 4,50 mètres de haut et par deux portes latérales situées à l’avant de 3,50 mètres de haut sur 3 mètres de large.

## Lignes desservies
Durant sa carrière sous pavillon français, de 1969 à 1980, Le Monte Cinto a desservi la Corse, en saison comme cargo « doublant », ainsi que le Maghreb.
À partir de 1980, ses différentes affectations sont inconnues.